# Daniil Zatóchnik
Daniíl Zatóchnik (Daniel el Prisionero) (siglo XIII) nació en Pereslavl-Zaleski, Principado de Vladímir-Súzdal. 
Se desconocen más datos sobre su biografía. Su nombre se menciona en La Crónica de Smolensk en 1387. En ella se relata como un clérigo llegó de La Horda Blanca y fue exiliado a las orillas del Lago Lacha (ahora en el Óblast de Arcángel) cuyo nombre era Daniíl Zatóchnik. “Zatóchnik” significa prisionero (y Daniíl fue exiliado y encerrado en el convento en las orillas del Lago Lacha) o dependiente haciendo trabajos forzados. 
La escasez de información sobre la vida de Daniil Zatochnik llevó a diferentes hipótesis sobre su origen social o su condición. 
Escribió Súplica (Molenie (slovo) Daniíla Zatóchnika) (siglo XIII). En este documento, Daniíl denuncia la arrogancia de los ricos y demanda caridad para los menos favorecidos, además de dedicar un himno a la inteligencia humana. 